# Timbangan (Indralaya Utara)
Timbangan is een bestuurslaag in het regentschap Ogan Ilir van de provincie Zuid-Sumatra, Indonesië. Timbangan telt 9649 inwoners (volkstelling 2010).